# Kuervos del Sur
Kuervos del Sur es una banda chilena de rock oriunda de Curicó, radicada en Santiago. Se caracteriza por presentar un sonido denominado rock de raíz. Cuentan con 4 álbumes de estudio y otros 3 en vivo, que los han consolidado como una de las bandas más importantes del rock chileno de la década de 2010.

## Historia

### Inicios (2003–2008)
La banda comenzó a mediados de la década del 90 en el Liceo Luis Cruz Martínez de Curicó de la mano de los primos Jaime Sepúlveda (vocalista) y Pedro Durán (guitarrista), a quienes posteriormente se les uniría César Brevis en el bajo, como reemplazo de Gustavo Porras. Sus inicios estuvieron marcados por el estilo grunge imperante en la época, siendo sus referentes bandas como Nirvana o Pearl Jam. En el 2000, como consecuencia de iniciar sus estudios universitarios, los integrantes de la banda se radican en Santiago, donde poco a poco comienzan a componer sus propias canciones y a explorar un sonido propio, reflejo del folclore chileno y sus raíces roqueras.

### Primer disco y despegue (2009–2015)
El primer disco de la banda, titulado "Porvenir", fue lanzado el 9 de octubre del 2009 en la Sala Master de la Radio Universidad de Chile. Durante su año de lanzamiento, el disco es recibido por los medios especializados de manera positiva, acumulando críticas favorables tanto por la composición musical como por las líricas, siendo calificado como “disco del año” por el periodista de Rockaxis, Felipe Kraljevich.
El 12 de mayo de 2010 los Kuervos del Sur graban un concierto en los estudios de TV en UNIACC el cual es transmitido en línea. En esa ocasión, tuvieron como invitado a Claudio Parra, pianista de Los Jaivas, con quien interpretaron "Canción del Sur".
El 13 de octubre de 2011 se lanza "En vivo en sala Master", registro de la actuación en vivo realizada por la banda el 27 de agosto de 2010. La producción incluye siete temas de su primer disco y agrega 5 canciones inéditas hasta ese momento.  
En el año 2011 ocurrieron dos sucesos que demoraron la salida del nuevo disco. El hasta entonces  baterista de la banda Leo Fonk dejó la agrupación, ingresando Gabriel Fierro como su reemplazo y el tecladista Alekos Vuskovic, quien se había incorporado a la banda en 2010, viaja a Holanda a estudiar un máster en Film Composing en el Conservatorio de Ámsterdam, retornado en 2013 a la banda con nuevos conocimientos que le permitirán participar en la producción del nuevo disco.
La banda lanza el 10 de enero de 2014 su material audiovisual "Unplugged en Valparaíso" En Ele Bar, ubicado en la ciudad de Valparaíso. La producción incluye un documental de la banda y un concierto electroacústico realizado el 27 de octubre de 2013 en el mismo recinto donde fue lanzado. Este material incluye 12 temas, 10 pertenecen al disco "Porvenir" y al "En vivo en Sala Master", y 2 canciones nuevas: "Colibrí" y "Caracol".

### Segundo disco y consolidación (2016–presente)
Entre el tiempo transcurrido entre su primer y segundo disco la banda se dedicó a mostrar su trabajo en diversos escenarios alrededor de Chile, lo cual les permitió ganar reconocimiento en la escena musical del país.  
Para financiar su segundo disco la banda decide postular a un proyecto FONDART, el cual no logran adjudicarse. Esto motiva a que en el año 2015 inicien un micromecenazgo mediante el portal Fondeadora, para recaudar el dinero necesario para financiar la grabación del proyecto, el cual finaliza de manera exitosa en diciembre del mismo año, en dicha recaudación colaboraron 280 personas y  la meta fue superada por más de un millón de pesos.
La revista chilena especializada en música Rockaxis publicó un artículo sobre el disco en donde se señala que el álbum sitúa a la banda en la vanguardia del rock nacional con un disco que explora el sonido el país y la raíces latinoamericanas, el cual va generando un imaginario que trasciende lo urbano y sus paisajes.
La presentación del disco fue realizada el 20 de agosto del 2016 en el Teatro Cariola.
En el año 2018, lanzaron dos singles que luego pertenecerían a su disco lanzado en 2019, "Canto a lo Brujo"; "Rayo Violeta", canción dedicada a Violeta Parra y "El Brujo". El disco iba a ser lanzado el 25 de octubre de 2019 en el Teatro Caupolicán, pero ese día se hizo la "La marcha más grande de Chile, por lo que tuvieron que posponerlo para noviembre del mismo año, donde grabaron su disco en vivo "Teatro Caupolicán".

### Escenarios y Festivales
Desde sus comienzos la banda se ha presentado en una gran cantidad de escenarios. En sus inicios se mantuvieron en la escena underground chilena tocando en diversos bares y escenarios a lo largo del país. Pero es en el año 2016, mismo año de la llegada de  su segundo disco, cuando comienzan a ser convocados para presentarse en importantes festivales y escenarios a nivel nacional.  

#### Escena Nacional
Es considerada una de las bandas más activas de la escena nacional actual, presentándose continuamente en Santiago, debido a que se encuentran radicados en dicha ciudad, pero sin dejar de lado el resto de país. Durante el tiempo transcurrido entre su primer y segundo álbum de estudio se dedicaron a promocionar su música a lo largo y ancho de Chile, presentándose en una gran variedad de ciudades, tales como: Copiapó, Valparaíso, Santiago, Pomaire, Melipilla, Paine, Rancagua, Curicó, Talca y Concepción.
| Fecha                    | Festival                   | Ciudad       |
| ------------------------ | -------------------------- | ------------ |
| 6 de febrero de 2016     | Rockódromo                 | Valparaíso   |
| 19 de marzo de 2016      | Lollapalooza Chile         | Santiago     |
| 22 de abril de 2017      | Frontera Festival          | Santiago     |
| 30 de septiembre de 2017 | Santiago Rock City         | Santiago     |
| 27 de enero de 2018      | La Cumbre del Rock Chileno | Santiago     |
| 4 de marzo de 2018       | Rock en Conce (REC)        | Concepción   |
| 18 de marzo de 2018      | Lollapalooza Chile         | Santiago     |
| 15 de noviembre de 2019  | Teatro Caupolicán          | Santiago     |
| 22 de octubre de 2021    | Teatro Caupolicán          | Santiago     |
| 23 de octubre de 2021    | Teatro Caupolicán          | Santiago     |
| 22 de abril de 2023      | Vive Rock                  | Santiago     |
| 17 de noviembre de 2024  | Viña Rock Festival         | Viña del Mar |

#### Escena Internacional
| Fecha               | Festival    | Ciudad           |
| ------------------- | ----------- | ---------------- |
| 4 de julio de 2015  | CIRCULART   | Medellín         |
| 17 de marzo de 2018 | Vive Latino | Ciudad de México |

#### La Peña de los Kuervos

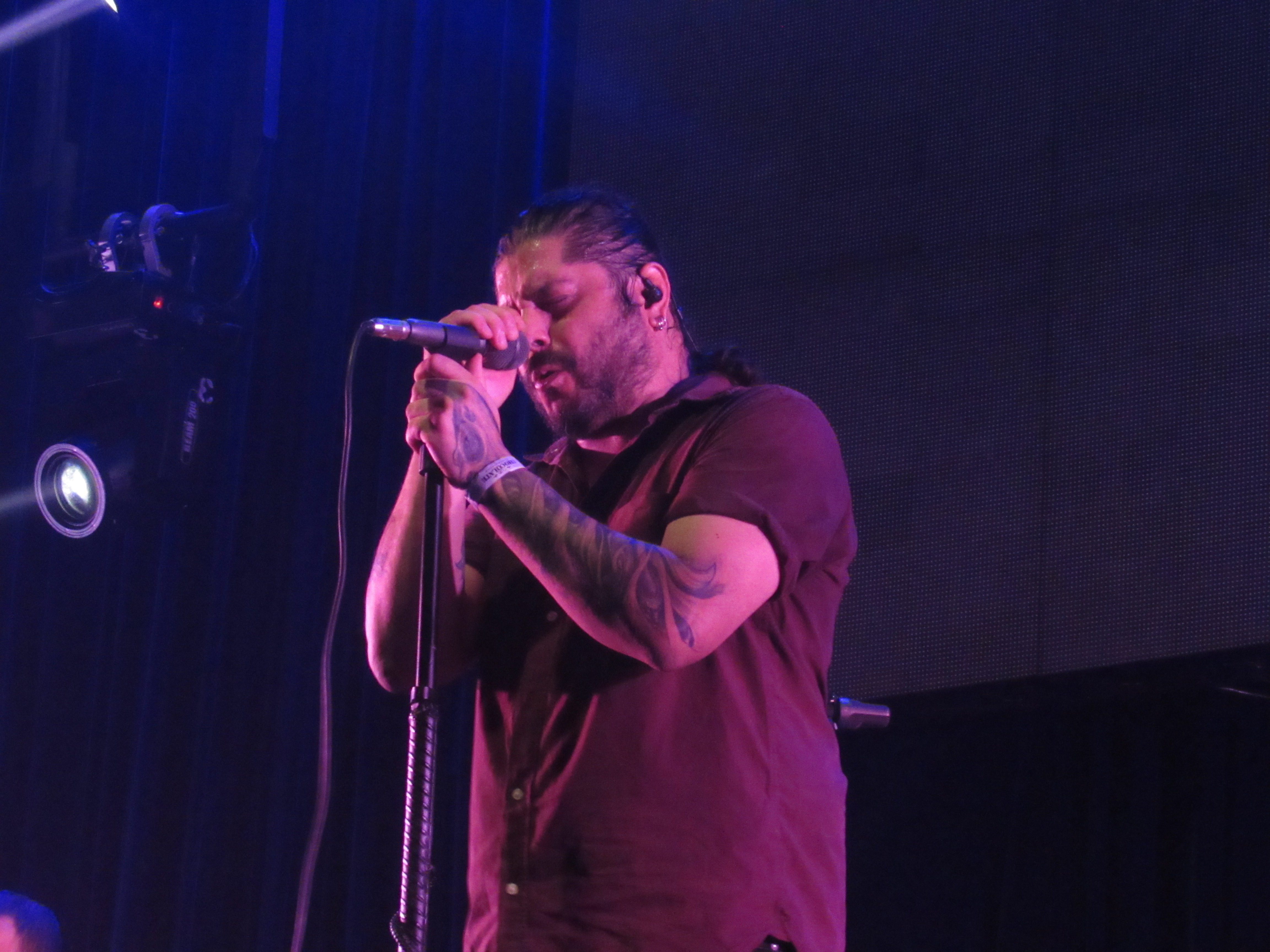
Jaime Sepúlveda, vocalista de los Kuervos del Sur durante la "Peña de los Kuervos" realizada el día 23 de marzo de 2019 en el Club Chocolate, Barrio Bellavista, Santiago de Chile.

Es un evento que la agrupación realiza desde sus comienzos. Completamente autogestionado, en este se congregan diferentes bandas de la escena local las que comparten escenario con los Kuervos del Sur, quienes actúan como anfitriones de la jornada. Este tipo de presentación suele ser de un carácter más íntimo, donde es posible compartir con los diversos músicos que se presentan durante La Peña. También se puede encontrar a la venta diversos bebestibles y comestibles, así como también la discografía y merchandising de la agrupación.  
Si bien en un comienzo este evento era realizado en Santiago, con el tiempo la banda ha logrado llevarlo a cabo en otras ciudades del país como Concepción o Coquimbo.

## Estilo musical
Kuervos del Sur es una banda de rock de raíz, fusionando rock con elementos progresivos y alternativos, y música folclórica. A pesar de que el término se utiliza desde hace poco tiempo, a nivel nacional existen exponentes históricos, siendo los principales exponentes Los Jaivas y Congreso.

## Miembros

### Miembros actuales
- Jaime Sepúlveda - voz
- Pedro Durán - guitarra
- Diego Contreras - bajo
- Jorge Ortiz - charango
- Gabriel Fierro - batería
- Nicolás Quinteros - teclado

### Antiguos miembros
- Leo Fonk - batería
- Diego Álvarez - guitarra
- Gustavo Porras - bajo
- César Brevis - bajo
- Alekos Vuskovic - teclado
- Sebastián Grez Moreno - teclado
- Rodrigo Tolosa - Batería

## Discografía

### Álbumes de estudio
- 2009: Porvenir
- 2016: El vuelo del Pillán
- 2019: Canto a lo Brujo
- 2023: De la luz

### Álbumes en vivo
- 2011: En vivo en Sala Master
- 2014: Unplugged en Valparaíso (DVD)
- 2018: DVD 10 años en vivo Teatro Teletón (DVD)
- 2021: Canto a lo Brujo (En Vivo desde Estudio La Fuga)

## Premios y nominaciones
| Premio              | Categoría                | Trabajo                                            | Resultado |
| ------------------- | ------------------------ | -------------------------------------------------- | --------- |
| Premios Pulsar 2017 | Mejor artista del año    | El vuelo del Pillán                                | Nominados |
| Premios Pulsar 2017 | Mejor álbum del año      | El vuelo del Pillán                                | Nominados |
| Premios Pulsar 2017 | Mejor artista rock       | El vuelo del Pillán                                | Ganadores |
| Premios Pulsar 2017 | Mejor arte para un disco | El vuelo del Pillán (Arte por Jean-Pierre Cabañas) | Ganador   |